# Maria Barnewitz Schou
Maria Barnewitz Schou (født  12 juni 2002) er en dansk rytter, der er  på det danske landshold i ridebanespringning. Maria har igennem årene vundet mange mesterskaber. Det startede i 2012, hvor hun slog rekorden og blev den yngste danmarksmester  nogensinde.
Maria har siden vundet mange mesterskaber bl.a. 13 DM-medaljer og 7 NM-medaljer.